# Lapuss
Lapuss (pseudonyme), né à Charleroi (province de Hainaut) en 1979, est un auteur de bande dessinée belge.

## Biographie
Stéphane Lapuss naît en 1979 à Charleroi. Il commence à travailler dans la bande dessinée par le magazine Tchô !. Il disposait alors d'une rubrique médicale et comique (L'Infirmerie) où il expliquait chaque mois le fonctionnement du corps humain aux enfants. En 2005, il est engagé chez Spirou et travaille à sa nouvelle série Screenshot. Parallèlement, il travaille également en tant que scénariste, avec ses collègues Baba (dessin) et Tartuff (couleur), sur la série Le Piou, bande dessinée muette d'humour absurde et publiée dans Spirou. Deux tomes sont parus aux éditions Dupuis entre 2009 et 2010 et deux tomes chez Monsieur Pop Corn entre 2013 et 2015. Pour le volume trois, ActuaBD décrit l'humour de Lapuss comme « d’une belle efficacité, passant de situations décalées en situations saugrenues » et émet des critiques positives.
Lapuss scénarise également une série chez Delcourt, Superblagues, avec Baba au dessin et Tartuff à la couleur, et qui raconte le quotidien de super-héros déjantés et idiots et de leurs rivaux. Il collabore également avec Achdé et Rodrigue sur le septième tome des aventures des Damnés de la route, sorti chez Bamboo Édition. En 2010, il s'associe à Romain Ronzeau pour sortir les Scooteuses chez Delcourt.
Il travaille également plusieurs fois pour les éditions Petit à Petit, sur les biographies en bande dessinée des Beatles et de Michael Jackson.
Il s'adonne en 2012 au Live Draw sur son compte Twitter : il commente des émissions de télévision, radio, ainsi que des événements divers par le biais de dessins. Shine France et TF1 Production l'intègrent à leurs équipes sur les émissions MasterChef et Danse avec les stars.
En 2015, il est choisi par les éditions Dupuis pour reprendre au scénario la série Les Minions en BD, avec Renaud Collin au dessin. 
Il scénarise depuis 2019 la série adaptée du film Comme des Bêtes, aux éditions Dupuis, avec son collègue Goum au dessin.
Toujours avec ses collègues Baba au dessin et Tartuff à la couleur, il écrit les scénarios de Game of Crowns pour les éditions Casterman, parodie de la série Game of Thrones. 
Il est également l'auteur de Putain de Chat, une bande dessinée narrant les aventures de Moustique, le chat prêt à tout pour faire souffrir son pauvre maître. Sorti aux éditions Monsieur Pop Corn (racheté en 2019 par Kennes Éditions). La série compte 12 tomes en 2023.
Avec le confinement, Lapuss’, avec son collègue Tartuff et publie, chaque jour, sur ses réseaux sociaux un dessin en rapport avec la situation liée au coronavirus et intitulé En quarantaine. Toujours la même année, il retrouve Baba en 2020, pour la série Bon Chien ! publiée en noir et blanc aux éditions Kennes (4 albums). En collaboration avec Synne, il sort une parodie de Batman avec Bat Mad, dessinée par Liroy, aux Éditions Jungle en 2024.

## Publications

### One-shots
- Alea Gesta Est[11], Monsieur Pop Corn, Ivry-sur-Seine, 9 février 2012
Scénario et dessin : Lapuss - Couleurs : noir et blanc -  (ISBN 979-10-90962-01-9)
- In vitro veritas[12], Monsieur Pop Corn, Ivry-sur-Seine, novembre 2010
Scénario et dessin : Lapuss - Couleurs : noir et blanc -  (ISBN 978-2-7466-1845-9)
- Ma vie de papa (scénario), Monsieur Pop Corn
- Screenshot[13],[14](dessin et scénario), Éditions Poivre & sel, 2012  (ISBN 978-2-87547-013-3)
- Les Scooteuses
- 1. Dangers publics[15], Delcourt, coll. « Humour de rire », Paris, 24 mars 2010
Scénario : Lapuss - Dessin et couleurs : Romain Ronzeau -  (ISBN 978-2-7560-2007-5)

- Walk of the dead[16],[17],[18], Le Lombard, Bruxelles, 18 mars 2016
Scénario : Lapuss - Dessin : Ztnarf - Couleurs : Tartuff -  (ISBN 978-2-8036-3660-0)

### Séries

#### Putain de chat
- 1. Tome 1[29], Monsieur Pop Corn, Ivry-sur-Seine, 25 août 2016
Scénario et dessin : Lapuss' - Couleurs : noir et blanc -  (ISBN 979-10-90962-18-7),Réédition Kennes Éditions, 2019  (ISBN 978-2-87580-999-5).
- 2. Tome 2[30],[31], Monsieur Pop Corn, Ivry-sur-Seine, avril 2017
Scénario et dessin : Lapuss' - Couleurs : noir et blanc -  (ISBN 979-10-90962-31-6),Réédition Kennes Éditions, 2019  (ISBN 978-2-380-75000-3).
- 3. Tome 3[32], Monsieur Pop Corn, Ivry-sur-Seine, octobre 2017
Scénario et dessin : Lapuss' - Couleurs : noir et blanc -  (ISBN 979-10-90962-36-1)
- 4. Tome 4[33], Monsieur Pop Corn, Ivry-sur-Seine, septembre 2018
Scénario et dessin : Lapuss' - Couleurs : noir et blanc -  (ISBN 979-10-90962-40-8)
- 5. Tome 5, Kennes, Gerpinnes, 6 novembre 2019
Scénario et dessin : Lapuss' - Couleurs : noir et blanc -  (ISBN 978-2-87580-998-8)
- 6. Tome 6, Kennes, Gerpinnes, 17 juin 2020
Scénario et dessin : Lapuss' - Couleurs : noir et blanc -  (ISBN 978-2-380-75053-9)
- 7. Tome 7[34], Kennes, Gerpinnes, 28 octobre 2020
Scénario et dessin : Lapuss' - Couleurs : noir et blanc -  (ISBN 978-2-380-75188-8)
- 8. Tome 8, Kennes, Gerpinnes, 24 mars 2021
Scénario et dessin : Lapuss' - Couleurs : noir et blanc -  (ISBN 978-2-380-75332-5)
- 9. Tome 9, Kennes, Gerpinnes, 27 octobre 2021
Scénario et dessin : Lapuss' - Couleurs : noir et blanc -  (ISBN 978-2-380-75152-9)
- 10. Tome 10, Kennes, Gerpinnes, 26 octobre 2022
Scénario et dessin : Lapuss' - Couleurs : noir et blanc -  (ISBN 978-2-380-75572-5)
- 11. Tome 11, Kennes, Gerpinnes, 14 juin 2023
Scénario et dessin : Lapuss' - Couleurs : noir et blanc -  (ISBN 978-2-380-75912-9)
- 12. Tome 12, Kennes, Gerpinnes, 4 octobre 2023
Scénario et dessin : Lapuss' - Couleurs : noir et blanc -  (ISBN 978-2-380-75918-1)
- Int. L'Intégrale, Kennes, Gerpinnes, 2 novembre 2022
Scénario et dessin : Lapuss' - Couleurs : noir et blanc -  (ISBN 978-2-380-75859-7) — Réédition 2023  (ISBN 978-2-380-75915-0).

#### Les Minions
- 2. Evil Panic, Dupuis, Marcinelle, 20 novembre 2015
Scénario : Lapuss - Dessin et couleurs : Renaud Collin -  (ISBN 978-2-8001-6368-0)
- 3. Viva lè boss[35] !, Dupuis, Marcinelle, 16 novembre 2018
Scénario : Lapuss - Dessin et couleurs : Renaud Collin -  (ISBN 979-10-34731-15-2)
- 4. Paella dé mundo[36], Dupuis, Marcinelle, 22 novembre 2019
Scénario : Lapuss - Dessin et couleurs : Renaud Collin -  (ISBN 979-10-34733-53-8)
- 5. Sporta bikini[37], Dupuis, Marcinelle, 24 juin 2022
Scénario : Lapuss - Dessin et couleurs : Renaud Collin -  (ISBN 979-10-34733-54-5)
- 6. Mini boss kabuki[38] !, Dupuis, Marcinelle, 24 juin 2022
Scénario : Lapuss - Dessin et couleurs : Renaud Collin -  (ISBN 979-10-34733-55-2)

### Participations
- The Beatles (dessin et couleurs : collectif)
  - 1. De Liverpool à la Beatlemania, collectif (dessin), scénario de Olivier Petit (Oliv'), éditions Fetjaine, 2011  (ISBN 978-2-354-25281-6)
  - 2. De la Beatlemania à Sgt Pepper's, collectif (dessin), scénario de Gaët's, éditions Fetjaine, 2012  (ISBN 978-2-354-25363-9)
- Les Beatles en bandes dessinées[6], collectif (dessin et couleur), scénario de Gaët's, Petit à petit, 2008  (ISBN 978-2-84949-146-1)
- La BD qui fait du bien (des auteurs de bande dessinée se mobilisent contre les cancers des enfants, pour l'association Imagine for Margo)[42], Glénat, 2018  (ISBN 978-2-344-02665-6)
- L'Hommage aux Tuniques bleues, HS 3, (scénario, dessin et couleur) Collectif Dupuis, 2010  (ISBN 978-2-8001-4781-9)
- Jimi Hendrix en bandes dessinées, collectif (dessin), scénario de Olivier Petit, Petit à petit, 2010  (ISBN 978-2-84949-207-9)
- Michael Jackson en bandes dessinées[7], collectif (dessin et couleur), scénario de Céka, Petit à petit, 2009  (ISBN 978-2-84949-192-8).

#### Livres
: document utilisé comme source pour la rédaction de cet article.
Philippe Mellot, Michel Denni, Laurent Turpin et Isabelle Morzadec, « Lapuss' (S.) », dans Trésors de la bande dessinée BDM 2021-2022 - Catalogue encyclopédique et Argus, Paris, Les Arènes, novembre 2020, 22e éd., ill. ; 23 cm (ISBN 9791037502582, présentation en ligne), p. 38, 175, 236, 308, 436, 463, 574, 625, 716, 744, 782, 823, 885, 922, 1008, 1011, 1050, 1082. .

#### Périodique
Paul Satis, « Bienvenue dans mon atelier : Lapuss' », Spirou, Dupuis, no 4360,‎ 13 novembre 2021, p. 23 (ISSN 0771-8071).